# Jean-Pierre Chrétien
Pour les articles homonymes, voir Chrétien.
Jean-Pierre Chrétien, né le 18 septembre 1937 à Lille est un historien français, spécialiste de l'Afrique des Grands Lacs.

## Biographie
Jean-Pierre Chrétien est agrégé d'histoire. Il a enseigné au lycée de Rouen, puis à l'École normale supérieure du Burundi (Unesco) de 1964 à 1968 et à l'Université Lille III de 1969 à 1972. Il est chargé de recherche, puis directeur de recherche, en histoire de l'Afrique au CNRS de 1973 jusqu'à sa retraite en 2003. Il a dirigé de 1986 à 2001 le laboratoire de l'Université Paris I  « Mutations africaines dans la longue durée» (Mald), qui s'est  fondu dans le Centre d'études des mondes africains (CEMAf) en 2006. Il est l'un des fondateurs de la revue Afrique et histoire. 
Comme spécialiste de l'Afrique des Grands Lacs qu'il a abordée initialement par le Burundi, Jean-Pierre Chrétien a suivi particulièrement les évènements du Rwanda. Deux ouvrages ont souligné cet intérêt, Le défi de l'éthnisme et Les médias du génocide. Cette dernière étude collective, qu'il a dirigée et réalisée aussi avec Reporters sans frontières, a été faite à la demande de l'UNESCO dont le conseil exécutif « exprimait sa préoccupation pour l'utilisation abusive qui est faite des moyens de communication de masse en vue de l'incitation directe et publique au génocide ». L'autre ouvrage représente le principal thème que Jean-Pierre Chrétien a tenté de faire évoluer à propos des populations rwandaises et burundaises : la remise en cause de l'analyse ethnique convenue de ces sociétés. Il soutient, en opposition à d'autres chercheurs, que ce qui était considéré comme des ethnies ne correspondrait pas à cette définition et ne serait que le produit du regard porté par les colonisateurs de ces pays. Son livre Le défi de l'ethnisme rassemble des conférences qu'il a prononcées à ce sujet de 1990 à 1996.
Témoin-expert auprès du Tribunal pénal international pour le Rwanda, il a aussi été entendu par :
- la commission d'enquête sénatoriale belge (1997);
- la Mission d'information parlementaire sur le Rwanda de l'Assemblée nationale française (1998);
- le Groupe de travail de l'Organisation de l'unité africaine (1999);

Dans un entretien accordé à la revue Jeune Afrique, Jean-Pierre Chrétien se déclare comme un militant de la curiosité qui devrait être portée à l'Afrique. Dans un autre article, il s'attache à « mettre en valeur les problèmes des "usages publics de l'histoire" pour interroger tant la responsabilité et la position du chercheur face aux crises contemporaines (par exemple le génocide des Tutsi au Rwanda) que son rôle dans l’inflexion des grands débats de mémoire sur les crises du passé (par exemple sur la Shoah ou sur l’esclavage des Noirs) ». Par ses sujets de recherches le travail de Jean-Pierre Chrétien est donc confronté à des débats historiques et politiques, en particulier au sujet de l'histoire du Rwanda.
Proche de l'association Survie, il a participé à la Commission d'enquête citoyenne de cette association en 2004. Il a aussi été membre du Comité de vigilance face aux usages publics de l'histoire.

## Débats et controverses autour de ses travaux
Certains de ses travaux ont été salués par ses confrères historiens, tel son ouvrage L'Afrique des grands lacs - Deux Mille Ans d'histoire (2000) que le chercheur Gérard Prunier présente comme « une somme » dans un domaine jusque-là peu abordé . D'autres ont provoqué des controverses parmi les spécialistes du continent africain.

### Polémique autour de «l'école burundo-française»
En 1990, René Lemarchand (professeur d'anthropologie et spécialiste du Rwanda et du Burundi) a fortement critiqué les travaux de J.-P. Chrétien et d'autres chercheurs, André Guichaoua et Gabriel Le Jeune assimilés à une école historique « burundo-française ». Lemarchand écrivait, le problème avec J.-P. Chrétien est que l': 

« on ne sait jamais très bien où finit le plaidoyer et où commence l'analyse scientifique ; où se situe l'exhortation, la vindicte ou l'affirmation gratuite (...) et où s'amorce le discours de l'historien-politiste. »

J.-P. Chrétien lui a répondu et la polémique a marqué la communauté des historiens travaillant sur l'Afrique de l'Est et la région des Grands Lacs. Alain Ricard, spécialiste des littératures africaines et directeur de la revue Politique africaine, faisait observer en 1994 : 

« Une polémique a éclaté au Canada sur une soi-disant école historique burundo-française, mettant en cause les travaux français pour leur conformité apparente avec les idéologies au pouvoir  à Bujumbura. Ces procès d’intentions injustes ont attiré l’attention sur l’accessoire, et sur les risques qu’il y a à tenir trop seul un front aussi exposé. L'essentiel demeure le remarquable travail historique de J.-P. Chrétien dont l’œuvre est un témoignage qui nous permet aujourd’hui de lire l’histoire burundaise, et en partie l’histoire rwandaise. Dès 1972, le terme de génocide était utilisé pour qualifier les massacres de Hutus au Burundi par Jean-Pierre  Chrétien. »

Par la suite, Lemarchand a continué à citer les travaux de Chrétien en marquant toutefois une distance critique.

### Le génocide des Tutsi au Rwanda
Selon Jean-Pierre Chrétien, les idées coloniales concernant l'ethnisme au Rwanda ont fortement influencé l'analyse du conflit rwandais et du génocide des Tutsi au Rwanda par les autorités françaises. Ayant fortement remis en cause ces analyses, Jean-Pierre Chrétien s'est attiré les foudres de journalistes, notamment Pierre Péan, et d'historiens en désaccord avec ses interprétations. Dans ses rapports, articles et ouvrages, M. Chrétien a défendu la thèse d'une préméditation du génocide, et critiqué, en des termes extrêmement durs, le président Juvénal Habyarimana et son régime.
Des débats, moins politiques, ont eu également lieu entre Jean-Pierre Chrétien et d'autres spécialistes de l'Afrique des Grands Lacs et portent sur des divergences d'appréciations de l'histoire de la population de cette région.
En 1995, Jean-Pierre Chrétien a été surnommé « historien professionnel et ethnologue amateur » par le Club de l'horloge. Les critiques du Club de l'horloge ont été formulées par Bernard Lugan, qui reproche à M. Chrétien d'assimiler les « ethnies » rwandaises à des « groupes socio-professionnels », et l'accuse de confondre le militantisme pro-Tutsi avec la recherche historique.
Pour Jean-Pierre Chrétien, ces critiques caricaturent ses propos. Il considère que la situation de la région des grands lacs présente une situation d'« ethnicité particulière » qui ne peut s'expliquer que par l'histoire. La catégorie d'ethnie ne doit pas être considérée comme un donné atemporel, mais considérée dans son évolution chronologique et son élaboration progressive. Pour lui dans la région des grands lacs : « Loin de recouvrir une identité culturelle déterminée, l'ethnie y correspond traditionnellement à un phénomène social d'identité héréditaire (éleveurs versus agriculteurs). Mais cette conception, dévoyée, a laissé la place à un sentiment catégoriel "racial" qui s'est cristallisé de manière très rapide, en quelques décennies seulement. Dans les années 1960, je crois qu'on n'employait pas encore le terme d'ethnie. » Selon lui, cette évolution qui a mené au clivage actuel entre Tutsis et Hutus a été créé en grande partie par la colonisation qui a racialisé les conceptions sociales antérieures.
Pour Jean-Pierre Chrétien le travail de Bernard Lugan est cependant « excessif et marginal ». Il en relève, avec d'autres, le racisme explicite, les erreurs historiques, la constitution biaisée d'un corpus essentiellement basé sur les sources coloniales et réfute l'idée prêtée à B. Lugan d'une Afrique marquée par « un ordre naturel » anhistorique et organisée par l'ethnie immuable ou la race.
Les travaux de Jean-Pierre Chrétien sur la région des Grands Lacs et sur les racines du génocide des Tutsi ont par ailleurs reçu une audience internationale. Certains ont été traduits en anglais et salués dans des comptes-rendus scientifiques élogieux qui ont noté sa contribution à l'histoire de la région et à la compréhension des époques coloniales et post-coloniales ou ont insisté sur ses qualités de grande synthèse.
Filip Reyntjens (expert auprès du TPIR) formule cependant des critiques scientifiques et évoque une sous-estimation des clivages ethniques par J-P. Chrétien: alors que, pour M. Chrétien, ces clivages ont été créés, du moins au Rwanda et au Burundi, par le colonisateur belge, pour M. Reyntjens, ils ont été seulement amplifiés avec l'occupation coloniale. La polémique entre MM. Reyntjens et Chrétien s'est accrue après le génocide des Tutsi, notamment, en 1995, dans la revue Esprit. Dix ans plus tard, l'essayiste Pierre Péan a utilisé des propos de M. Reyntjens pour accuser M. Chrétien de porter une responsabilité dans le génocide des Tutsi.
Le journaliste camerounais Charles Onana lui[Qui ?] reproche d'avoir fait condamner des innocents au TPIR ainsi que d'avoir une attitude de militant et non de chercheur. Il lui reproche également de n'avoir ni doctorat, ni DEA en histoire.

### Critique de l'afrocentrisme
En 2000, il participe avec d'autres chercheurs français à la publication d'analyses critiques des méthodes et objets des tenants de théories dites «afrocentristes». Il s'attire alors les foudres de Théophile Obenga, universitaire africain, continuateur des thèses de Cheikh Anta Diop sur l'origine subsaharienne de la civilisation égyptienne. Dans un pamphlet et de nombreuses interviews, il le qualifie de chercheur « africaniste eurocentriste et raciste ».

## Publications
- Rwanda, les médias du génocide, Paris, Karthala, 2000 (1re éd. 1995)
- avec Raymond Verdier et Emmanuel Decaux, Rwanda. Un génocide du XXe siècle, Paris, L'Harmattan, 1995, 262 p.
- Le défi de l'ethnisme : Rwanda et Burundi, 1990-1996, Paris, Karthala, 1997
- avec Jean-Louis Triaud (dir.), Histoire d'Afrique. Les enjeux de mémoire, Paris, Karthala, 1999
- L'Afrique des grands lacs. Deux mille ans d'histoire, Paris, Aubier, 2000 (coll. «Champs histoire», 2011)
- avec François-Xavier Fauvelle-Aymar et Claude-Hélène Perrot (dir.), Afrocentrismes. L'histoire des africains entre Égypte et Amérique, Paris, Karthala, 2000, 406 p.
- avec Melchior Mukuri, Burundi, la fracture identitaire. Logiques de violence et certitudes «ethniques», Paris, Karthala, 2002
- avec Gérard Prunier (dir.), Les ethnies ont une histoire, Paris, Karthala, 2003
- (dir.), L'Afrique de Sarkozy : un déni d'histoire (avec des contributions de Jean-François Bayart, Achille Mbembe, Pierre Boilley, Ibrahima Thioub), Paris, Karthala, 2008
- avec Marcel Kabanda, Rwanda, racisme et génocide. L'idéologie hamitique, Paris, Bélin, 2013
- Gitega capitale du Burundi. Une ville du Far West en Afrique orientale allemande (1912-1916), Paris, Karthala, 2015, 264 p

## Distinctions

### Décoration
- Officier de la Légion d'honneur en 2023[35], Chevalier le 13 juillet 2012[36].

### Prix
- Grand prix des Rendez-vous de l'histoire 2000.
- Prix Luc-Durand-Réville de l’Académie des sciences d’outre-mer 2016 pour Gitega, capitale du Burundi